# Stade Steaua
Pour les articles homonymes, voir Steaua.
Le stade Steaua (surnommé Ghencea) était un stade de football situé à Bucarest, antre du Steaua Bucarest.
Appartenant au Ministère de la Défense roumain, il dispose de 28 365 places dont 126 sièges réservés à la presse et 440 dans le secteur VIP.

## Histoire
Aussi appelé Stade Ghencea, il a été inauguré en avril 1974 avec un match amical du Steaua Bucarest contre l'OFK Belgrade. À cette époque il était l'un des premiers stades destiné uniquement au football construit en Roumanie. Comme il n'y a pas d'équipement pour l'athlétisme, les tribunes sont très proches du terrain.
La capacité initiale était de trente mille places, mais en 1991 quand des sièges en plastique ont été installés, la capacité a été réduite à 28 365 places. Le stade Steaua fut le stade le plus moderne de Roumanie jusqu'à l'inauguration, le 11 août 2011, du stade national Arena Națională.
Un système d'éclairage du terrain d'une densité de 1400 lux a été inauguré le 14 août 1991. Une rénovation générale a suivi en 1996 afin de permettre d'accueillir les matchs de la Ligue des champions.
En août 2006, le stade était toujours en cours de rénovation, comme l'opérateur était en train de changer le terrain et d'améliorer les infrastructures. Le tableau d'affichage géant a été inauguré au printemps 2007 lors de la rencontre Steaua-Dinamo. Il peut afficher le résultat, les buteurs, les ralentis, le match en direct ou diverses images. Le stade est surnommé le "Temple du football roumain" (Templul fotbalului Românesc) par les dirigeants du club.
L'équipe de Roumanie y a joué à domicile. Le premier match international joué au Ghencea eut lieu le 23 mars 1977 contre la Turquie. Depuis plus de soixante autres matchs y ont eu lieu, le dernier en date en septembre 2009 contre l'Autriche.

## Nouveau stade
Le 27 août 2018 est organisé une cérémonie avant la démolition du stade qui sera remplacé par le nouveau Stadionul Steaua d'une capacité de 31 254 places. Le 7 juillet 2021 le nouveau stade est inauguré avec un match Steaua București contre OFK Belgrade (6 - 0).

## Événements
- Championnat d'Europe de football espoirs 1998

## Galerie

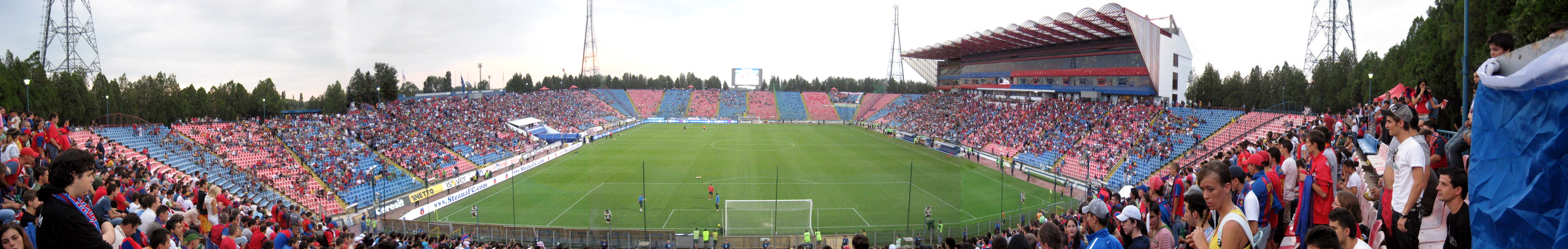
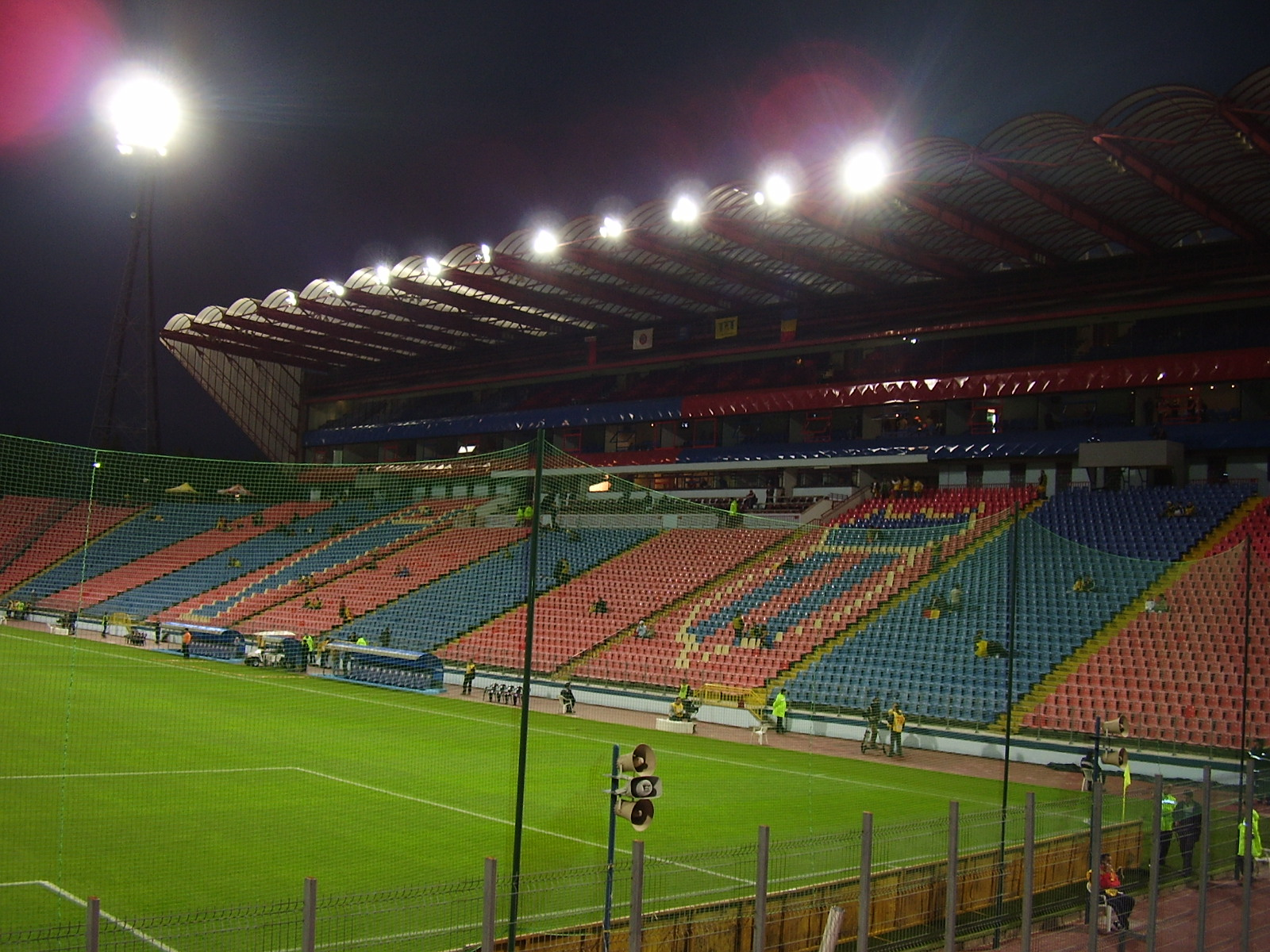
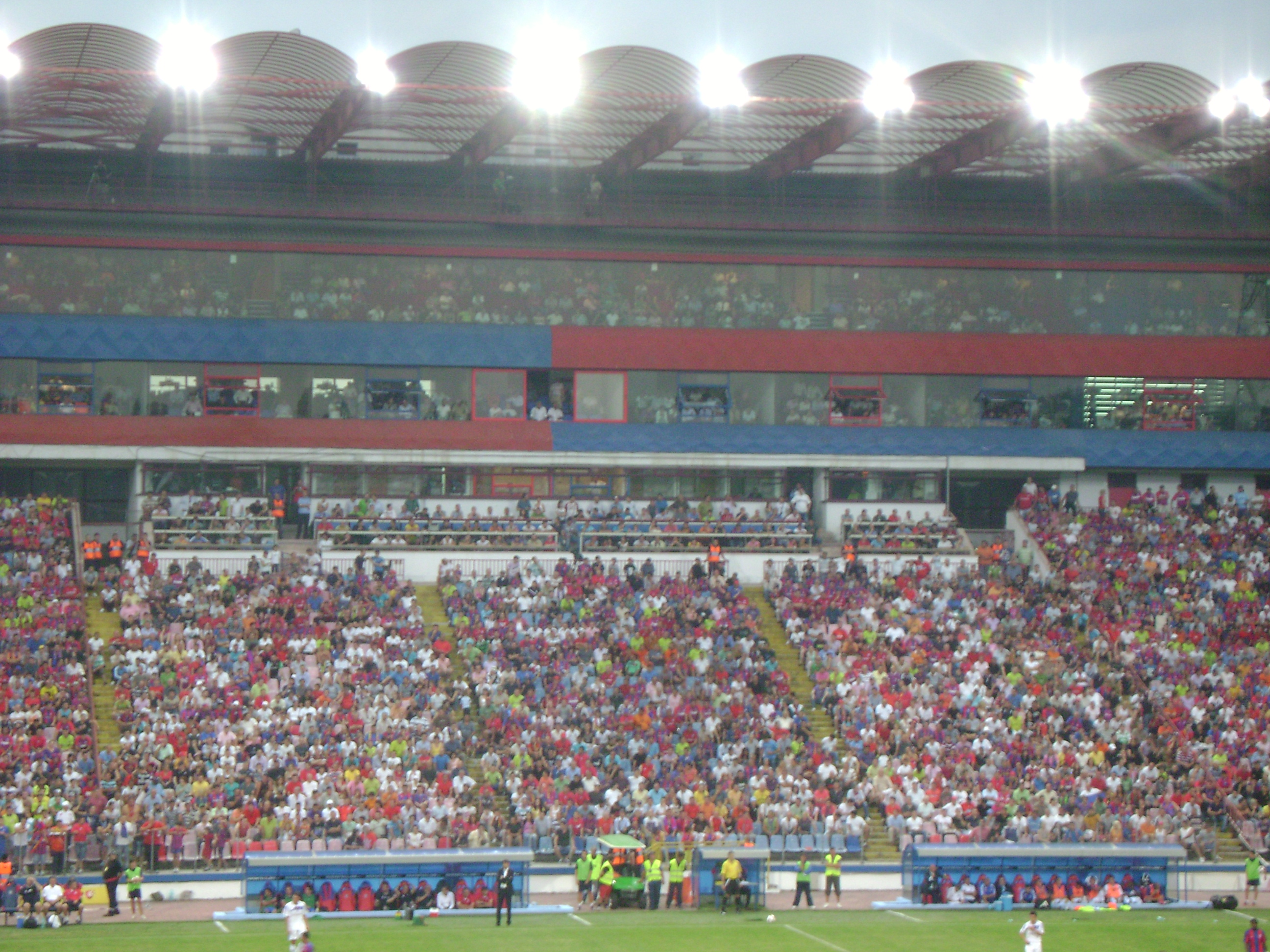